# DFS Seeadler
Foto des DFS Seeadler (1937)
Fotograf: Hans Weber

Link zum Bild

Der DFS Seeadler war ein für die Deutsche Forschungsanstalt für Segelflug (DFS) entworfenes, einsitziges Amphibien-Segelflugzeug des Konstrukteurs Hans Jacobs.

## Geschichte
Der Bau des Seeadlers ging auf Überlegungen des DFS-Leiters Prof. Walter Georgii zurück. Nach der Beobachtung von Wolkenstraßen über dem offenen Meer bei einer Segelflugexpedition in Südamerika, hielt es Georgii für notwendig, die thermischen Verhältnisse in Küstennähe zu erforschen. Für diesen Zweck wurde ein Segelflugzeug benötigt, welches sowohl an Land, als auch auf dem Wasser starten und landen konnte.
Hans Jacobs konnte auf sein Studium als Schiffbauingenieur zurückgreifen und konstruierte ein Amphibien-Segelflugzeug, welches aufgrund der Auslastung der DFS-Werkstatt bei der Firma Schleicher in Poppenhausen gebaut wurde.
Die „trockene“ Flugerprobung fand im Sommer 1935 in Darmstadt statt. Zu den Testpiloten gehörte neben Ludwig Hofmann auch Hanna Reitsch. Im September des Jahres verlegte die DFS die Flugerprobung an den Chiemsee nach Bayern. Die ersten Versuche des Schlepps per Motorboot verliefen jedoch nicht erfolgreich, da der Seeadler nicht aus dem Wasser abhob. Nach der Verlegung an den Bodensee und der Beschaffung eines leistungsstärkeren Bootes mit Seilwinde wurden die ersten erfolgreichen Testflüge durchgeführt. Für die weiteren Schleppflüge wurde ein Flugboot vom Typ Dornier Do 12 benutzt.
Neben weiteren Testflügen auf dem Chiemsee und der Vorstellung des Flugzeugs bei der Luftfahrtausstellung im März 1936 in Berlin, wurde der Seeadler lediglich einmal für Forschungsaufgaben herangezogen. Im Jahr 1938 wurden mit ihm Luftströmungen an den Dünen der Kurischen Nehrung in Rossitten vermessen.
Das Flugzeug wurde spätestens bei Kriegsbeginn eingelagert. Bei einem Bombenangriff wurde der unter der Decke einer Halle am Flugplatz Darmstadt-Griesheim hängende Seeadler zerstört.

## Konstruktion
Der DFS Seeadler gehörte zur kleinen Gruppe der Wasser-Segelflugzeuge, welche die Fähigkeit zum Betrieb von Gewässern aus besitzen und schwimmfähig sind.
Hans Jacobs entschied sich bei der Auslegung des Flugzeugs für die Konstruktion eines relativ breiten Rumpfbootes mit kleinen Stützschwimmern an den Tragflächen. Die Tragflächen und das Höhenleitwerk sollten zum Schutz vor Seegang, Spritzwasser und zur Vermeidung von Berührungen mit der Wasseroberfläche möglichst hoch angebracht werden. Jacobs entschied sich zur Lösung dieses Problems für relativ stark ausgeprägte Knickflügel, die weit oben am Rumpfboot angebracht waren und in der Mitte einen jeweils 80 Liter fassenden Schwimmer besaßen. Der Grundentwurf der Tragflächen stammte vom bewährten Rhönadler aus dem Jahr 1932.
Um das Eindringen von Wasser in den Rumpf zu verhindern, war der sperrholzbeplankte Rumpf zusätzlich mit Baumwollstoff und mehreren Schichten Klarlack überzogen worden. Für den Start an Land besaß der Seeadler ein abwerfbares Fahrwerk. Als Landehilfe diente eine je nach Startart auswechselbare Kufe.

## Technische Daten
| Kenngröße             | Daten                                         |
| --------------------- | --------------------------------------------- |
| Konstrukteur          | Hans Jacobs                                   |
| Entwurfsjahr          | 1935–1936                                     |
| Besatzung             | 1                                             |
| Länge                 | 7,42 m (geklappt 7,42 m)                      |
| Spannweite            | 17,36 m (geklappt ohne Leitwerk 2,21 m)       |
| Höhe                  | 2,21 m                                        |
| Flügelfläche          | 18,00 m²                                      |
| Flügelstreckung       | 16,75                                         |
| Gleitzahl             | 20                                            |
| Geringstes Sinken     | 0,84 m/s                                      |
| Zuladung              | 85 kg                                         |
| Rüstmasse             | 240 kg                                        |
| max. Startmasse       | 325 kg                                        |
| max. Flächenbelastung | 18,00 kg/m²                                   |
| Höchstgeschwindigkeit | 140 km/h                                      |
| Profil                | Gö 652 (halbe Spannweite) Gö 535 (Flügelende) |